# Elinor Wonders Why
Elinor Wonders Why és una sèrie de dibuixos animats. Va ser creada per la televisió estatunidenca creada per Jorge Cham i Daniel Whiteson. Es va començar a emetre al canal SX3 el 2022.

## Argument
L'espectacle de temàtica exploradora anima els nens a seguir la seva curiositat, fer preguntes quan no ho entenen i trobar respostes mitjançant habilitats d’investigació científica. El personatge principal Elinor, el conill de conill més observador i curiós a Animal Town, al nord de Natural Forest, Califòrnia, introdueix els nens de 3 a 5 anys a la ciència, la natura i la comunitat a través d’aventures amb els seus amics Olive i Ari. Cada episodi inclou dues històries animades d’11 minuts més contingut intersticial on Elinor i els seus companys de classe gaudeixen ja sigui del senyor Tapir cantant sobre famosos exploradors de la natura o de la senyora Mole llegint històries.

## Repartiment

### Versió original
- Markeda McKay: Elinor
- Wyatt White: Ari
- Maria Nash: Olive
- Lisette St. Louis: Ranger Rabbit
- Colin Doyle: Mr. Rabbit
- Shoshana Sperling: Mrs. Mole
- Ana Sani: Olive's Mom
- Juan Chioran: Senor Tapir
- Dan Darin-Zanco: Mr. Raccoon
- Eric Khou: Rollie
- Nicole Stamp: Ms. Llama
- Paul Bates: Mr. Dog
- Leo Orgil: Tito Mouse
- Raoul Bhaneja - Mr. Bat
- Kevin Dennis: Mr. Lion
- Ian Ho: Koa
- Norah Adams: Camilla
- Abigail Oliver i Grace Oliver: Mary i Lizzie Goat
- Sergio Di Zio: Alejandro Possum
- Callum Shoniker: Silas
- George Buza: Linda Kash - Baba i Bibi
- Ron Pardo: Deputy Mouse
- Diane Saleme: Ms. Beaver
- Ellen Dublin: Farmer Bear
- Shoshana Sperling: Ms. Bat
- Cliff Saunders: Mr. Hamster
- Simon Pirso: Siggy
- Elana Dunkelman: Lola
- Mike Petersen: Mr. Beaver
- Derek McGrath: Mr. Hippo
- Eddie Glen: Mr. Antelope

## Patrocinadors
- United States Department of Education (2020-Present).
- Corporation for Public Broadcasting (2020-Present).
- "PBS Viewers Like You" (2020-Present).